# Olios variatus
Olios variatus là một loài nhện trong họ Sparassidae.
Loài này thuộc chi Olios. Olios variatus được Tord Tamerlan Teodor Thorell miêu tả năm 1899.